# Justus Liebigs Annalen der Chemie
Justus Liebigs Annalen der Chemie (adesea citată doar ca Liebigs Annalen) a fost una dintre cele mai vechi și cele mai importante istoric reviste științifice din domeniul chimiei organice la nivel mondial. A fost înființată în 1832 și editată de Justus von Liebig împreună cu Friedrich Wöhler până la moartea lui Liebig, în 1873.
În 1997 revista a fuzionat cu Recueil des Travaux Chimiques des Pays-Bas pentru a forma Liebigs Annalen/Recueil. În 1998, a fost absorbit în Jurnalul European de Chimie Organică, prin fuziunea cu alte numeroase reviste naționale de chimie organică din Europa.

## Titluri anterioare
- Annalen der Pharmacie, 1832–1839
- Annalen der Chemie und Pharmacie, 1840–1873 (ISSN 0075-4617, CODEN JLACBF)
- Annalen der Chemie und Pharmacie a lui Justus Liebig, 1873–1874 (ISSN 0075-4617, CODEN JLACBF)
- Annalen der Chemie a lui Justus Liebig, 1874 – 1944 și 1947–1978 (ISSN 0075-4617, CODEN JLACBF)
- Liebigs Annalen der Chemie, 1979-1994 (ISSN 0170-2041, CODEN LACHDL)
- Liebigs Annalen, 1995 – 1996 (ISSN 0947-3440, CODEN LANAEM)
- Liebigs Annalen / Recueil, 1997 (ISSN 0947-3440, CODEN LIARFV)
- Jurnalul European de Chimie Organică, 1998+ (Print ISSN 1434-193X ; eISSN 1099-0690, CODEN EJOCFK)